# 布略莱萨诺奈
布略莱萨诺奈（法語：Boulieu-lès-Annonay，法語發音：[buljø lɛ.z‿anɔnɛ]，意为“阿诺奈附近的布略”）是法国阿尔代什省的一个市镇，属于罗讷河畔图尔农区。

## 地理
布略莱萨诺奈（45°16'14"N, 4°39'59"E）面积9.45 平方千米，位于法国奥弗涅-罗讷-阿尔卑斯大区阿尔代什省，该省份为法国东南部内陆省份，北起顺时针与卢瓦尔省、伊泽尔省、德龙省、沃克吕兹省、加尔省、洛泽尔省和上盧瓦爾省接壤。
与布略莱萨诺奈接壤的市镇（或旧市镇、城区）包括：阿诺奈、达韦济约、圣克莱尔、圣马塞尔莱萨诺奈、萨瓦、比尔迪涅。

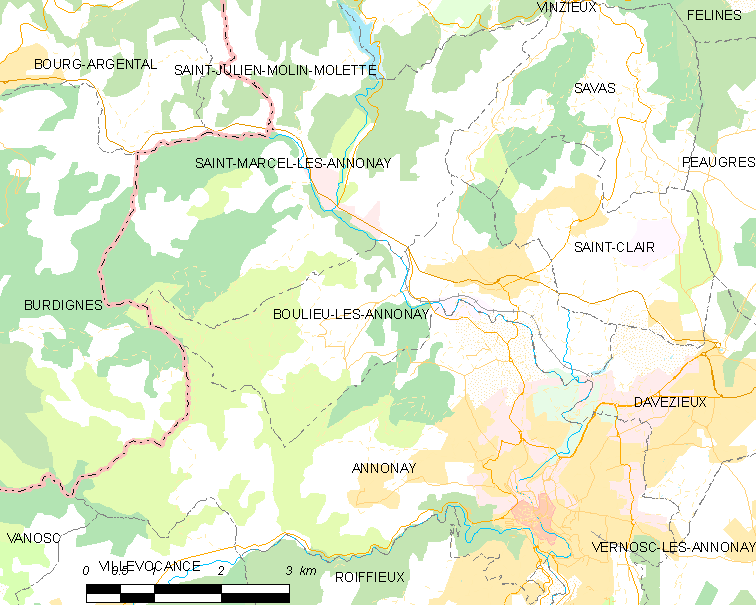
布略莱萨诺奈的OSM定位图

布略莱萨诺奈的时区为UTC+01:00、UTC+02:00（夏令时）。

## 行政
布略莱萨诺奈的邮政编码为07100，INSEE市镇编码为07041。

## 政治
布略莱萨诺奈所属的省级选区为阿诺奈第一县。

## 人口

1962-2008年间布略莱萨诺奈人口变化图示

布略莱萨诺奈于2022年1月1日时的人口数量为2255人。